# Cattleya warscewiczii

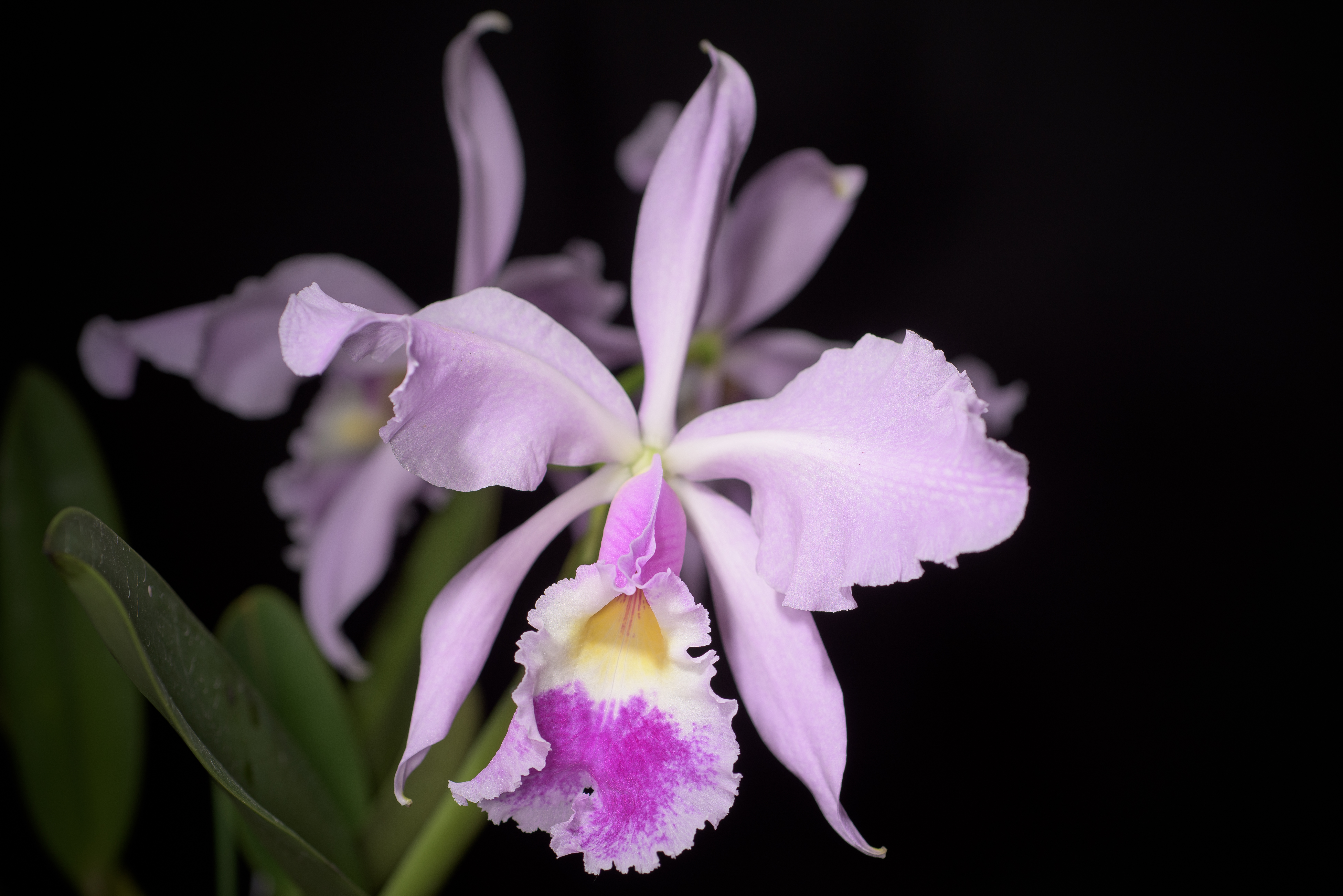

Cattleya warscewiczii – gatunek epifitycznej rośliny z rodziny storczykowatych występujący w Ameryce Południowej.
Roślina tego gatunku została po raz pierwszy zebrana przez Józefa Warszewicza w Kolumbii w latach 1848–1849 i formalnie opisana przez Heinricha Gustava Reichenbacha w 1855 roku. Jest rośliną o sympodialnym typie wzrostu. Pseudobulwy osiągają długość 20–40 cm, są jednoliścienne, cylindryczne lub w kształcie cygara, rowkowane. Kwiaty mają 17,5–27,5 cm średnicy, należą do największych u gatunków z rodzaju katleja, efektowne, pachnące.